# Lehrstück (Theater)

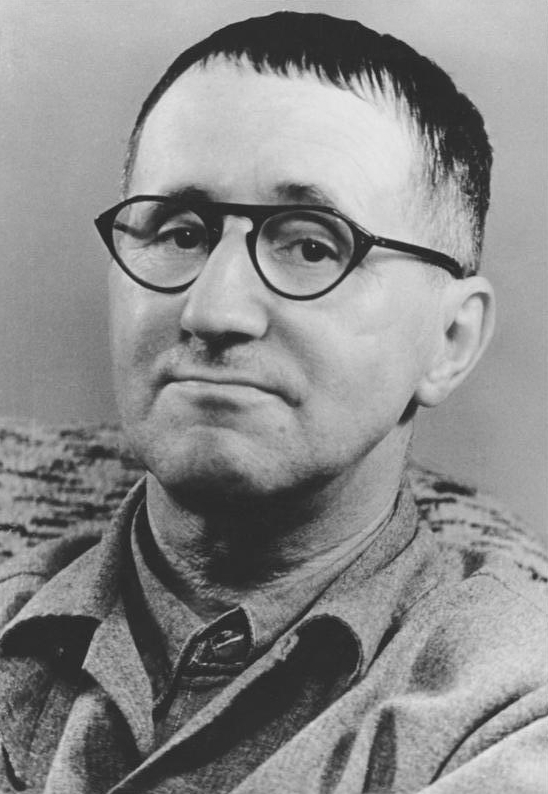
Bertolt Brecht 1954

Bertolt Brecht entwickelte um 1930 in Zusammenarbeit mit den Musikern Kurt Weill, Paul Hindemith und Hanns Eisler das avantgardistische Konzept der Lehrstücke, um aus dem klassischen Theater und seinen Institutionen auszubrechen. Bewusst einfach gehalten, wendeten sich die Lehrstücke vor allem an Laien, die sich durch eigenes Spiel oder Beteiligung an Aufführungen aktiv mit Problemen der Zeit auseinandersetzen sollten. Als „Schulopern“ verfolgten sie reformpädagogische Ziele: Das gemeinsame Musizieren und Spielen sollte Gemeinschaftserlebnisse und musikalische Schulung verbinden.
Im Kontext der musikalischen Avantgardebewegung suchten Musiker und Autor Alternativen zum traditionellen Opern- und Konzertbetrieb. Die experimentelle Form des „Lehrstücks“ sollte die Trennung von Musikern, Sängern und Zuschauern aufheben. Laien sollten die Stücke spielen, die Zuschauer im Stil des epischen Theaters mitdenken und urteilen, die Partien des Chors oder einzelne Rollen mitsingen. Die Laienarbeit war dabei körperorientiert: Durch „Gestik“ und „Haltung“ der dargestellten Figuren sollten gesellschaftliche Konflikte erfahrbar werden. Lernprozesse sollte die Arbeit an den Lehrstücken auch bei Komponisten, dem Autor und professionellen Darstellern auslösen. Ziel war die Entwicklung einer einfachen und klaren Form, die dennoch musikalisch und inhaltlich ein hohes Niveau hielt. Dabei spielten Diskussionen mit Laiendarstellern und Publikum eine Rolle. Trotz Klarheit und Strenge des Konzepts waren Kreativität und Improvisationen der Darsteller erwünscht.
Vor allem Brecht und Weill entwickelten in Theorie und Praxis Ideen, den Lehrstücken Wege in das damals neue Massenmedium Rundfunk zu eröffnen. Sie wollten die Stücke über den Rundfunk bekannt machen, um sich ein Massenpublikum zu erschließen. Dabei versuchten sie auch, das Massenmedium umzufunktionieren, indem die Zuhörer aktiviert wurden, etwa indem sie einen Part des gesendeten Stückes zu Hause singen oder zumindest mitsingen sollten. Die Stücke entstanden meist in enger Zusammenarbeit mit Komponisten. Aufgrund von Brechts Weiterentwicklung der Texte nach Aufführungen und Kritiken bestehen für einige der von Brecht überarbeiteten Texte keine Vertonungen mehr. Musikalische Realisierungen müssen deshalb meist auf die erste Version zurückgreifen.
Thematisch beschäftigen sich die Stücke regelmäßig mit dem Gegensatz zwischen Individuum und Gemeinschaft, häufig dargestellt in Form von Reisen, auf denen das Individuum mit den Ansprüchen eines Kollektivs oder den Zwängen von Natur und Gesellschaft konfrontiert wird. Diese Widersprüche werden zugespitzt auf die Frage, ob das Individuum bereit sein muss, sich dem Kollektiv zu opfern.

## Lehrstücke Brechts

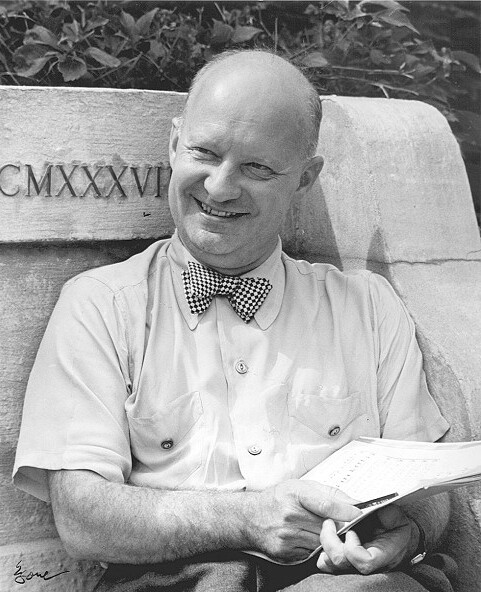
Paul Hindemith 1945 in den USA

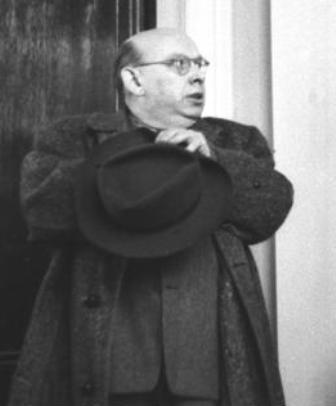
Hanns Eisler 1950

| Lehrstücke „im engeren Sinne“ von Bertolt Brecht |                                                |                                                                 | |
| Titel | Komposition                                    | „Mitarbeit“                                                     | Entstehung |
| „Lehrstück“, später: Das Badener Lehrstück vom Einverständnis | Paul Hindemith                                 | Slatan Dudow und Elisabeth Hauptmann                            | 1929 1930 |
| Der Jasager, Untertitel: „Schuloper“ In einer zweiten Version: Der Jasager/Der Neinsager | Kurt Weill                                     | Elisabeth Hauptmann                                             | 1930 |
| Die Maßnahme | Hanns Eisler                                   | Slatan Dudow                                                    | 1. Fassung 1930 2. Fassung 1931 3. Fassung 1938                                                                                     |
| Die Ausnahme und die Regel | Nissim Nissimov spätere Versionen: Paul Dessau | Elisabeth Hauptmann, Emil Burri                                 | Geschrieben um 1930–1931, Erstdruck in: „Internationale Literatur“, Moskau September 1937 Uraufführung 1938 im Kibbuz Givath Chajim |
| Die Horatier und die Kuriatier Untertitel: Schulstück | Kurt Schwaen (1955)                            | Margarete Steffin                                               | 1935 Erstdruck in: „Internationale Literatur“, Moskau März 1936, Uraufführung am 26. April 1958 in Halle                            |
| Weitere Lehrstücke |                                                |                                                                 | |
| 1. Fassung unter dem Titel Lindbergh. Ein Radio-Hörspiel für die Festwoche in Baden-Baden Der Flug der Lindberghs, Untertitel: „Ein Radiolehrstück für Knaben und Mädchen“ 1949/50 leicht verändert unter neuem Titel: Ozeanflug | Kurt Weill und Paul Hindemith                  | Elisabeth Hauptmann                                             | 1929 1949/50 |
| Fatzer-Fragment (Mit mehr als 500 Seiten das umfangreichste Fragment in Brechts Werk) |                                                | kleinere Beiträge von Elisabeth Hauptmann und Hermann Borchardt | 1926–1930 |
| Der böse Baal der asoziale (erste Geschichten vom Herrn Keuner) |                                                |                                                                 | um 1930 |

Fünf Stücke hat Bertolt Brecht 1956 selbst als Lehrstücke im engeren Wortsinn bezeichnet. Drei weitere Stücke rechnet die Forschung zu diesem Format. Mit Lehrstücken im engeren Sinne sind Stücke gemeint, die eher der Schulung der Spieler als der Belehrung eines Publikums dienen:

„Diese Bezeichnung gilt nur für Stücke, die für die Darstellenden lehrhaft sind. Sie benötigen also kein Publikum.“

In der kurzen Anmerkung, der dieses Zitat entstammt, einer der letzten Notizen Brechts, geht es auch um das Aufführungsverbot für die „Maßnahme“, das Brecht nicht inhaltlich, sondern konzeptionell begründet: Aus der „Maßnahme“ könne nur der Darsteller des Jungen Genossen etwas lernen und das auch nur, wenn er vorher auch die anderen Rollen durchgespielt hat. 1956 untersagte Brecht die Aufführung seines Lehrstücks Die Maßnahme vor dem Publikum der Kammerspiele in Uppsala mit der folgenden Begründung: „Aufführungen vor Publikum rufen erfahrungsgemäß nichts als moralische Affekte für gewöhnlich minderer Art beim Publikum hervor. Ich gebe daher das Stück seit langem nicht für Aufführungen frei.“
Die Idee der Lehrstücke war stark beeinflusst von Entwicklungen im Musikleben. Wie Brecht stellte auch der Komponist Paul Hindemith fest, der „Zweck“ des Lehrtheaters sei, „alle Anwesenden an der Ausführung des Werkes zu beteiligen“. Wie Brecht waren auch die Avantgarde-Komponisten interessiert am neuen Medium Radio, das in Deutschland seit 1923 sendete und Ende der 20er Jahre zu einem echten Massenmedium wurde. Brecht inszenierte für das Radio Shakespeares Macbeth und Hamlet sowie sein eigenes Stück Mann ist Mann. Musikalisch konnten die Lehrstücke an den Gedanken der „Gemeinschaftsmusik“ anknüpfen. Die Deutsche Welle GmbH sendete „Kammermusiken, in denen ein Instrument ausgespart war, um so den Laien zu Hause Gelegenheit zu geben, sich mit seinem Instrument einzuschalten.“ Werner Mittenzwei nimmt an, dass Brechts Idee, das Theater durch Aktivierung des Publikums aus der Krise zu führen, durch diese Sendungen angestoßen worden sei:

„Mit einiger Sicherheit kann man sagen, daß dieser durch den Rundfunk ausgelöste Denkanstoß Brecht auf das Lehrstück brachte.“

Trotz häufiger Kritik an den Lehrstücken gelten sie auch als Teil der vielleicht kreativsten Produktionsphase Brechts. Brecht-Forscher Jan Knopf sieht in den Lehrstücken einen „nie wieder erreichten technischen Standard“ Brechts. In Zusammenarbeit mit Kurt Weill, Hanns Eisler und Paul Hindemith habe er einen „neuen musikalisch-theatralen Spieltypus“ geschaffen. Eher kommerziell sei der Erfolg der neuen Opernform gewesen, der „Dreigroschenoper“ und des „Mahagonny“-Werks, aber immer noch rebellisch gegen die Leere des traditionellen Opernbetriebs. Durch die epische Form in Kombination von Text und Musik habe Brecht hier eine neue Gattung geschaffen, die allerdings selbst zur Ware geworden sei.

„Die Jahre 1928–1930, die Zeit der Lehrstücke und der Opern, bildeten den Höhepunkt in B.s dramatischem Schaffen.“

Ähnlich argumentiert auch Hans-Thies Lehmann, der behauptet, dass Brecht mit seinem experimentellen Lehrstücken „über die Grenzen des epischen Theaters weit hinausgelangt“ sei. Lehmann sieht hier einen grundsätzlich anderen Charakter Lehrhaften, weil nicht die Zuschauer Ziel der didaktischen Bemühung seien, sondern die Ausführenden selbst.

„Formal besteht die Kühnheit dieses Konzepts im Paradox eines ‚Theaters ohne Zuschauer‘. Durch das Einnehmen bestimmter Haltungen und Gesten wird körperlich-szenisch ein Konflikt durchgespielt und diskutiert zum Zwecke der Selbstbelehrung.“

## Konzeption der Lehrstücke

### Etymologie
Nach dem Grimmschen Wörterbuch ist ein Lehrstück „stück einer lehre“; „stück, etwas kleineres für sich abgeschlossenes, als lehre: lasse dir gottes exempel in dieser sach ein lehrstück sein. Schuppius 755“ Stephen Hinton weist darauf hin, dass Brecht meist die Bezeichnung „Stück“ verwendete und traditionelle Gattungsbegriffe wie Tragödie oder Lustspiel vermied.
Hinton verbindet den Begriff des „Lehrstücks“ mit der Theologie. Die religiöse Belehrung der Kinder fuße bis zurück zu Luthers Kleinem Katechismus von 1529 auf „Lehrstücken“. Luther selbst unterschied „Hauptstücke“, die Grundsätze des christlichen Glaubens vermitteln, und „Fragestücke“, die dem Konfirmandenunterricht dienen und fügte 1531 zwischen 4. und 5. Hauptstück die „Lehrstücke“ vom „Amt der Schlüssel“ und der „Beichte“ ein. Ziel dieser „Lehrstücke“ war die didaktische Ergänzung der Hauptstücke. Im 19. Jahrhundert gebraucht Gustav Mey (1822–1877) den Begriff „Lehrstück“ in seiner „Vollständige Katechesen für die unterste Klasse der katholischen Volksschule“. Der erste explizit „Lehrstück-Katechismus“ genannte Text sei Heinrich Stieglitz „Größeres Religionsbüchlein“ aus dem Jahre 1916 gewesen. Stieglitz didaktisches Konzept betonte die Interaktion zwischen Lehrer und Schüler. „Dies ist schließlich der präzise theologische Sinn der Lehrstücke: eine instruktive Einheit verbunden mit dem Katechismus, präsentiert in einer Kindern zugänglichen Sprache, und basiert auf eher induktiven als deduktiven Prinzipien. “
Bei Brecht taucht der Begriff zuerst in den „Augsburger Sonetten“ im „Lehrstück Nr. 2. Ratschläge einer älteren Fohse an eine jüngere“ aus dem Jahre 1926 auf. Die Anweisungen einer älteren Prostituierten an eine jüngere erscheinen als „Überlieferung von Lebenserfahrung“. Als nächste Fundstelle gibt Klaus-Dieter Krabiel eine Umfrage zu Zukunftsplänen von Schriftstellern und Künstlern aus dem Winter 1928/29 an. Brecht stellt hier seine Absicht dar, über die Songstücke hinaus „eine Art Lehrstücke“ zu entwickeln, die das Theater zu einem „Lehrstuhl für das breite Publikum“ machen. Er plante, „von der Bühne herunter zu philosophieren und zu reformieren“ und fand dieses Projekt „äußerst schwierig“, da das Drama nicht „an lebendiger Anschaulichkeit“ verlieren dürfe. Danach taucht der Begriff Lehrstück im Fatzer Fragment und anderen unvollendeten Stücken auf. Im Sinne einer „Typusbezeichnung“ und in einem anderen Sinne als in den älteren Fundstellen verwendet Brecht den Begriff „Lehrstück“ erst in Bezug auf die im Kontext der Neuen Musik 1929–1935 entstandenen Werke, die die Literaturwissenschaft auch heute noch so bezeichnet.

### Lehrstücke als Anti-Oper
Verschiedene Autoren weisen auf die Bedeutung der Musik für die Entstehung des Lehrstückkonzepts hin. Die Auseinandersetzung mit der Oper war für Brecht ein zentrales Thema. Zwischen 1926 und 1956 entwickelte er etwa zwei Dutzend Opernprojekte. Dabei sah Brecht in Richard Wagner seinen Hauptgegenspieler. Brechts Kritik an der traditionellen Oper richtete sich vor allem gegen zwei Aspekte:
1. die Narkoseeffekte durch die ununterbrochene Musikbeschallung,
2. die Repräsentationsfunktion für die Bourgeoisie und die daraus erwachsende Reproduktion sozialer Hierarchien.[36]

Andererseits gibt es auch überraschende Parallelen zwischen Brecht und Wagner. Beide waren im Alter von 30 Jahren gerade durch Opern erfolgreich, beide interessierten sich für Shakespeare und Antigone und beide erkämpften sich später ihr eigenes Haus. Thomas Mann verweist 1933 in einem Vortrag auf den epischen Charakter der Opern Richard Wagners. Er deutet Wagners Der Ring des Nibelungen als szenisches Epos. Auch Adorno sah in der Konzeption des Rings Grundzüge des epischen Theaters. Auffällig ist auch die thematische Verwandtschaft zwischen Lehrstücken und Wagners Opernwerk: Beide beschäftigen sich intensiv mit dem Opfer eines Individuums für eine Gemeinschaft. Friedrich Nietzsche sieht als zentrales Motiv in Wagners Werk den „Kampf der einzelnen mit allem, was ihnen als scheinbar unbezwingliche Notwendigkeit entgegentritt, mit Macht, Gesetz, Herkommen, Vertrag und ganzen Ordnungen der Dinge. Die einzelnen können gar nicht schöner leben, als wenn sie sich im Kampfe um Gerechtigkeit und Liebe zum Tode reif machen und Opfern.“ Genau hier werden aber auch die Gegensätze deutlich. Die Absage an das Individuum und die Stilisierung des Todes zur Befreiung trägt bei Wagner metaphysische und mythologische Züge, während Brecht die Vereinzelung als Produkt der kapitalistischen Epoche interpretiert, der man nur noch kollektiv entgegentreten kann.
Mit der „Dreigroschenoper“ und der „Mahagonny“-Oper versuchte Brecht, die Oper von innen durch eigene Werke zu reformieren. Die Lehrstücke zeigen schärfere Alternativen zu Hauptmerkmalen der Oper. Ein Ausgangspunkt für die Konzeption der Lehrstücke war Brechts grundlegender Zweifel am bürgerlichen Theaterbetrieb mit seinem passiven Publikum, den er als erstarrt und veraltet empfand. Gegenüber den Medien Film und Radio sah er für das Theater nur dann eine Überlebenschance, wenn es neue Wege beschritt.

„Da der Film mit seinen technischen Möglichkeiten dem Theater überlegen ist, aber zugleich dessen alte Haltung des Konsumierens fortsetzt, liegt die Chance und die Zukunft des Theaters gerade in der Aufhebung des Konsumentenstandpunkts, in der Aktivierung des Zuschauers: sie bleibt aber ohne Chance, wenn die Wirklichkeit des Zuschauers nicht die Möglichkeit seiner Aktivierung auch in der Realität zulässt; andernfalls ist das Theater überfordert und bleibt, was es ist: Stätte der ‚gehobenen‘ Unterhaltung, subventioniert, weil es der Konkurrenz von Kino (und Fernsehen) nicht gewachsen ist. Brecht sah dies zumindest bereits 1930.“

Im gleichen Sinne suchten auch die Komponisten der Neuen Musik nach Wegen, ein breiteres Publikum zu erreichen. Kurt Weill nennt in einem Interview aus dem Jahre 1930 als Zielgruppe neben Schülern die „Bewegung der Arbeiterchöre“ und längerfristig den Tonfilm.
Einige der Vorschläge von Kurt Weills Lehrer Ferruccio Busonis zur Reform der Oper gelten einigen Autoren sogar als Entwurf des epischen Theaters („blueprint for epic theater in general“). dürften die Entwicklung der Lehrstücke beeinflusst haben. So forderte Busoni von den Komponisten Mut zum Bruch mit Bestehendem und die Aktivierung des Publikums und zeigte, dass, „um ein Kunstwerk zu empfangen, die halbe Arbeit an demselben vom Empfänger selbst verrichtet werden muß“. Er wandte sich, wie später Brecht, gegen das Illusionstheater:

„So wie der Künstler, wo er rühren soll, nicht selber gerührt werden darf – soll er nicht die Herrschaft über seine Mittel im gegebenen Augenblicke einbüßen –, so darf auch der Zuschauer, will er die theatralische Wirkung kosten, diese niemals für Wirklichkeit ansehen, soll nicht der künstlerische Genuß zur menschlichen Teilnahme herabsinken. Der Darsteller ‚spiele‘ – er erlebe nicht. Der Zuschauer bleibe ungläubig und dadurch ungehindert im geistigen Empfangen und Feinschmecken.“

Brecht suchte mit den Lehrstücken Provokation und Experiment, er wollte sich über Medien und Bildungsstätten ganz neue Räume eröffnen. Auch Komponist Weill verband mit dem neuen Format große Hoffnungen: Zum einen sollte die Schuloper auch professionelle Sänger zu „Einfachheit und Natürlichkeit im Gesang 〈…〉zwingen“. Auch die neuen Weill-Opern sollten weiterhin als Muster für einen neuen Kompositionsstil dienen:

„Eine Oper kann zunächst Schulung für den Komponisten oder für eine Komponisten-Generation sein. Gerade in dieser Zeit, wo es sich darum handelt, die Gattung ‚Oper’ auf neue Grundlagen zu stellen und die Grenzen dieser Gattung neu zu bezeichnen, ist es eine wichtige Aufgabe, Urformen dieser Gattung herzustellen. […] In diesem Sinne könnte man auch […] die Dreigroschenoper als Schuloper bezeichnen.“

In einer Reihe kurzer Bemerkungen hat Brecht sein Konzept des Lehrstücks erläutert. Um 1930 verfasst er eine „Theorie der Pädagogien“, in der er die Idee entwickelt, „die jungen Leute durch Theaterspielen zu erziehen“. Die Argumentation folgt zunächst der berühmten 11. Marxschen Feuerbachthese:

„Die Philosophen haben die Welt nur verschieden interpretiert; es kommt darauf an, sie zu verändern.“

Marx’ Kritik an der reinen Theorie ohne Bezug zur Praxis bezieht Brecht auf die strikte Trennung zwischen aktiven Darstellern („Tätigen“) und rein passiven Zuschauern („Betrachtenden“) im bürgerlichen Theater. Sein Vorschlag baut darauf, dass junge Laien beim aktiven Theaterspielen Theorie und Praxis verbinden können, „zugleich zu Tätigen und zu Betrachtenden“ werden. Die Bewertung der Qualität der Darstellung soll nicht nach ästhetischen Gesichtspunkten erfolgen, sondern nach der Frage, „ob der Staat Nutzen davon hat“. Ob hier ein utopischer Staat, die Sowjetunion oder gar die Weimarer Republik gemeint ist, wird nicht erläutert. Der letzte Teil der „Theorie der Pädagogien“ richtet sich gegen eine Forderung des „Sozialistischen Realismus“, das Publikum durch die Darstellung positiver Helden für den Aufbau des Sozialismus zu begeistern.

„Der Staat kann die asozialen Triebe der Menschen am besten dadurch verbessern, daß er sie, die von der Furcht und der Unkenntnis kommen, in einer möglichst vollendeten und dem einzelnen selbständig beinah unerreichbaren Form von jedem erzwingt.“

Hier wird ein Kerngedanke Brechts deutlich: Er will die Menschen nicht durch die Präsentation positiven Handelns gewinnen, sondern ihnen die Aufgabe stellen, aus den Fehlern der Bühnenfiguren zu lernen, auch und gerade, wenn diese nichts verstehen. Durch dieses Konzept lassen die Lehrstücke stets auch völlig gegensätzliche Interpretationen zu. Die Frage, ob das im Lehrstück präsentierte Verhalten als positiv oder als falsch zu bewerten ist, muss das Publikum sich selbst beantworten. Die Kritiken zu den einzelnen Lehrstücken waren daher stets widersprüchlich.

### Freiwilliges Opfer des Individuums für das Kollektiv

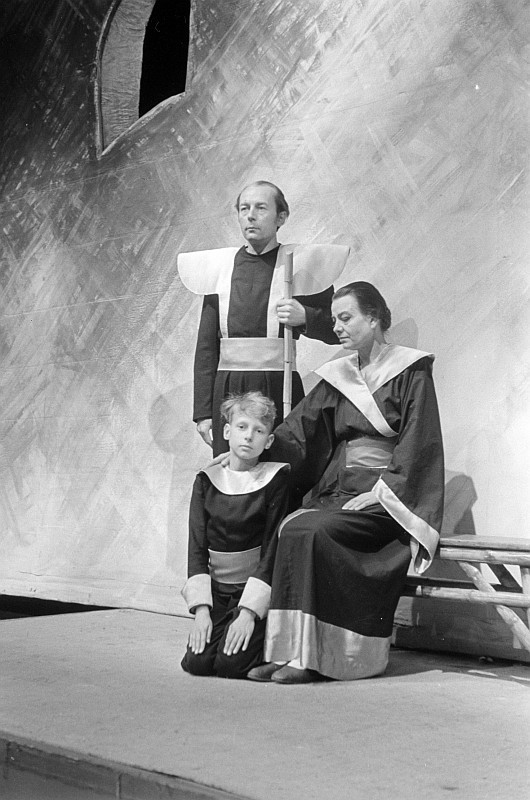
Aufführung des Jasagers 1946 im Hebbel-Theater in Berlin

Der Jasager präsentiert in seiner Urfassung das Opfer eines Individuums für die Gemeinschaft: Auf einer Expedition durch die Berge wird ein Junge krank und kann nicht mehr weiter. Die Mitreisenden erinnern ihn in dieser Situation an die Tradition, dass ein Kranker, um die Reise nicht zu behindern, von seinen Mitreisenden ins Tal und damit in den Tod gestürzt wird. Das seltsame Ritual, dass das potenzielle Opfer auch noch um sein „Einverständnis“ mit seiner Hinrichtung gebeten wird, aber laut Konvention in jedem Fall bejahend antworten muss, treibt den Konflikt zwischen Individuum und Gemeinschaft auf die Spitze.
Die Kritiken waren voller Gegensätze. Walter Dirks interpretierte die Opferbereitschaft als religiöse Aussage. In der Oper kämen metaphysische und religiöse Motive zum Ausdruck. Frank Warschauer dagegen sah in der Weltbühne das Stück als Verteidigung von Kadavergehorsam und sinnloser Autorität.
Bis heute ist umstritten, wie die Aussage zum Kernthema des Einverständnisses zu interpretieren ist. Klaus-Dieter Krabiel vertritt im neuen Brecht-Handbuch die These, Kernaussage des Jasagers sei die Notwendigkeit des Opfers für Gemeinschaft.

„Eine soziale Gemeinschaft kann dauerhaft nur Bestand haben, wenn im Konfliktfall die einzelnen Glieder dem Ganzen Opfer zu bringen bereit sind, wenn dem Gesamtinteresse Vorrang vor den Partikularinteressen eingeräumt wird: Dieser höchst unbequeme, auch gefährliche (da missbrauchbare), gleichwohl kaum abweisbare Gedanke liegt dem Lehrstück zugrunde.“

Die Berliner Schüler, die an den ersten Aufführungen teilnahmen, wiesen die Zumutung, der eigenen Vernichtung zuzustimmen, zurück, was Brecht zu einer zweiten Fassung motivierte, in der der Neinsager dem Urteil erfolgreich widerspricht.
Aus der Sicht von Sabine Kebir soll das sinnlose und brutale Opfer des Jungen, legitimiert lediglich durch einen alten Brauch, „bei Mitspielern und Publikum zum Widerspruch führen und das Bewußtsein auslösen〈…〉, daß alte Bräuche nicht einfach übernommen werden dürfen, daß es nützlich sein kann, einen neuen Brauch zu begründen.“ Kebir bezeichnet diese Forderung an den Zuschauer, der etwas verstehen soll, was den Figuren auf der Bühne unverständlich bleibt, als „Courage-Effekt“.
In der Anmerkung „Die Große und die Kleine Pädagogik“ (um 1930) beschreibt zwei Schritte der Umgestaltung des Theaters. Die Kleine Pädagogik soll in der „Übergangszeit der ersten Revolution“ das Theater demokratisieren und den Sektor des traditionellen Schauspiels „zum Zweck der Schwächung der bürgerlichen ideologischen Positionen“ nutzen. Die „Große Pädagogik“ soll dann die Trennung zwischen Darstellern und Publikum vollständig aufheben und „das imitierende Spielen zu einem Hauptbestandteil der Pädagogik“ machen. Bei einer professionellen Aufführung sollen auch die Profis wie Schüler spielen, allerdings mit einer Ausnahme. Wenn „typisches Verhalten“ eines Menschen gezeigt werden soll, sei „Schauspielkunst“ gefordert.
1937 nahm Brecht im Kontext des Drucks der „Maßnahme“ in den „Gesammelten Werken“ erneut zum Lehrstück Stellung. In dem Typoskript „Zur Theorie des Lehrstücks“ erläutert er zunächst die Wirkung des aktiven Spiels auf die Laiendarsteller: Er erwartet, „daß der Spielende durch die Durchführung bestimmter Handlungsweisen, Einnahme bestimmter Haltungen, Wiedergabe bestimmter Reden usw. gesellschaftlich beeinflußt werden kann.“ Neu ist der deutliche Hinweis Brechts auf Improvisationsmöglichkeiten: Gerade die strenge Form der Lehrstücke solle es ermöglichen, „Teile eigener Erfindung und aktueller Art desto leichter“ einzufügen. Er nennt die Aufführung des Badener Lehrstücks als Beispiele für Variationsmöglichkeiten. Während der Aufführung hätten der Komponist und der Stückeschreiber auf der Bühne eingegriffen.
Es gibt verschiedene Theorieansätze, die versuchen, das Konzept der freiwilligen Selbstaufgabe politisch oder psychologisch zu erklären. Der Kulturwissenschaftler Helmut Lethen sieht in der Weimarer Zeit verschiedene „Verhaltenslehren der Kälte“ quer durch die politischen Lager, die ihre Tendenz zur „Selbstauslöschung“ durch den Anschluss an Kollektive zu kompensieren versuchen, die klare Verhaltensregeln und Ziele zur Verfügung stellen. „Ein Modellfall ist für Lethen das ungleiche Paar Ernst Jünger und Bertolt Brecht. Beide entwerfen in ihren Schriften eine ‚unheimliche Welt absoluter Selbstlosigkeit‘, wie David Roberts bemerkt: Jüngers Arbeiter und Brechts Menge, Gelernter Chor und Kontrollchor beziehen sich nicht konkret auf Arbeiter. Ihr Bezugspunkt ist vielmehr ein negativer, das zu negierende bürgerliche Individuum, denn ihre Faszination gilt dem ‚selbst-losen‘ Typus, dem Techniker und Spezialisten der Revolution, der seine Individualität und Humanität dem Kampf um die neue Ordnung aufgeopfert hat und der als Kristallisationspunkt des Kollektivs dienen kann.“
Tatsächlich haben Brechts Gemeinschaften, denen sich das Individuum opfert, in den Lehrstücken einen sehr unterschiedlichen Charakter. Ist es beim Jasager noch eine kleine, fast private Reisegruppe, so wandelt sich das Kollektiv im „Badener Lehrstück vom Einverständnis“ bereits zur anonymen „Menge“. In der „Maßnahme“ ist es dann die kommunistische Partei, die von einem jungen Genossen im Interesse der Revolution das Einverständnis mit seiner Hinrichtung fordert.
Der erste Agitator:
„Wir müssen dich erschießen und in die Kalkgrube werfen, damit der Kalk dich verbrennt. Und wir fragen dich: Bist du einverstanden?“
Der junge Genosse: Ja. 〈…〉
Der junge Genosse unsichtbar:
„Im Interesse des Kommunismus
Einverstanden mit dem Vormarsch der proletarischen Massen
Alle Länder
Ja sagend zur Revolutionierung der Welt“
Michael Grossheim interpretiert Brechts radikale Forderung nach Opferbereitschaft und Selbstaufgabe über die politische Rechtfertigung der Politik Stalins und moralische Verurteilung hinausgehend als „umfassenden Objektivierungsimpuls“ im Werke Brechts.

„Brechts Botschaft ist unmißverständlich: Vorbildlich und stark sind diejenigen, die an nichts hängen, die ‚Kälte-Techniker‘ und ‚Trennungsspezialisten‘ (Lethen), die ihre Spuren verwischen, an ihren Eltern fremd vorbeigehen, nirgendwo sitzenbleiben, die ihren Besitz und ihre Ausrüstung zurücklassen, namenlos und nicht zu fassen sind 〈…〉Wer sich dagegen eine Rührung oder eine Neigung erlauben möchte, sollte sich das gründlich überlegen und in der Regel davon Abstand nehmen. Weil er Subjektivität als Schwäche oder Luxus, Sentimentalität oder Peinlichkeit empfindet, wird sie selbst in seinem Werk zur Lehrstelle oder zum Gegenstand der Ironie und Brecht im 20. Jahrhundert zum Dichter der Aussparung von Subjektivität par excellence.“

In der Folge nennt er Aspekte des „epischen Theaters“, die bei den Lehrstücken berücksichtigt werden sollten. Verfremdungseffekte seien ebenso wichtig wie die intellektuelle Beherrschung des Stücks und „ein freies, natürliches und eigenes Auftreten“ der Darsteller.
Lehrtheater ist für Brecht lustvolles, fröhliches und kämpferisches Lernen, denn „Theater bleibt Theater, auch wenn es Lehrtheater ist, und soweit es gutes Theater ist, ist es amüsant.“

## Reaktionen auf die Uraufführungen und Radioübertragungen

### Lindbergh

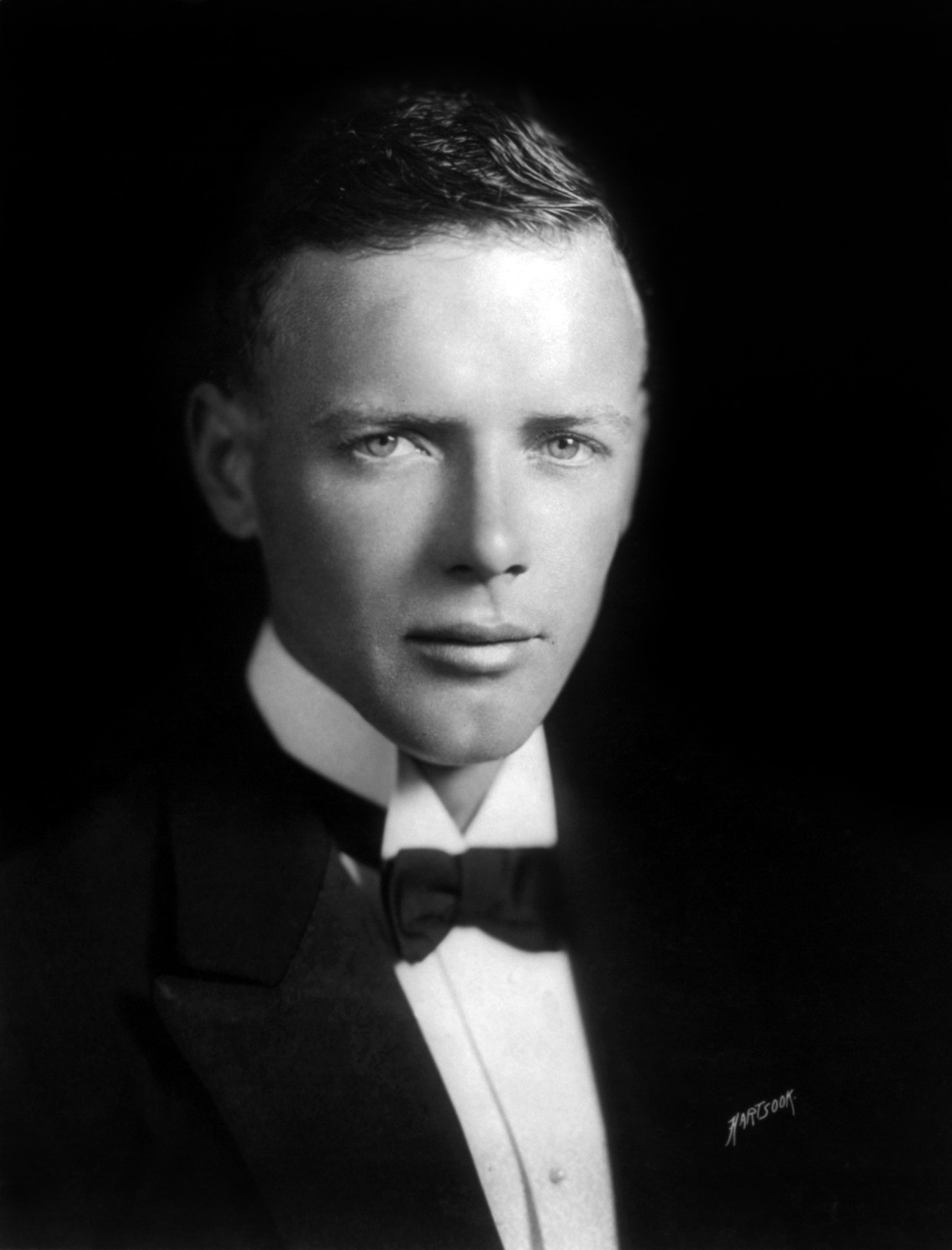
Charles Lindbergh 1927

Von Anfang an provozierten die Lehrstücke Aufmerksamkeit und teilweise heftige Reaktionen, positive wie negative. Das erste Lehrstück, „Lindbergh. Ein Radio-Hörspiel für die Festwoche in Baden-Baden“, war von Anfang an für mediale Wirksamkeit konzipiert. Die erste Alleinüberquerung des Atlantiks von New York nach Paris durch Charles Lindbergh am 20. Mai 1927 war ein Medienereignis ersten Ranges. Brechts Text steuert der Stilisierung Lindberghs zum Nationalhelden der USA durch nüchterne Darstellung der Details des Fluges entgegen. Brecht konnte dabei auf Lindberghs autobiographische Schilderung „We“, die 1927 erschienen war, und auf zahlreiche Zeitungsberichte zurückgreifen.
Am 27. Juli 1929 wurde das Stück im Radio in einem Rahmen übertragen, der Möglichkeiten und Grenzen von Musikübertragung im Radio der Zeit demonstrierte. Gleichzeitig wurde das Stück per Lautsprecher in mehreren Sälen zu Gehör gebracht. Am nächsten Tag setzte Brecht eine zweite, konzertante Aufführung durch, die er zur Demonstration seiner Vorstellung von Hörerbeteiligung umfunktionierte. Die Bühne wurde geteilt und simuliert, dass der Sänger des Lindbergh zu Hause zur Musik des Orchesters aus dem Radio sang. Vor und während der Aufführung erläuterte Brecht sein Konzept. Er formulierte das pädagogische Ziel, zahlreiche Hörer, etwa in den Schulen, auf diese Weise an den Aufführungen zu beteiligen, um sie zu erziehen. Das Stück wurde direkt nach dem Festival noch einmal aufgezeichnet und von fast allen deutschen Sendern gesendet. Ausführende waren – entgegen der späteren Laienorientierung der Lehrstücke – professionelle Musiker und Rundfunksprecher.

### Theaterskandal – „Lehrstück“ oder „Das Badener Lehrstück vom Einverständnis“
Das Badener Lehrstück vom Einverständnis, zuerst aufgeführt unter dem Titel „Lehrstück“, ist ein Gegenentwurf zum „Flug der Lindberghs“ und beginnt mit dem Schlussabschnitt der Lindbergh-Dramatisierung. Bertolt Brecht und der Komponist Paul Hindemith haben das Werk mit Unterstützung von Elisabeth Hauptmann und Slatan Dudow entwickelt. Anders als in der Darstellung der ersten Atlantiküberquerung scheitert der Flieger hier mit seinen drei Monteuren. Als er die Menschen um Hilfe bittet, wird er abgewiesen und stirbt. Die technische Entwicklung, die sich in der Fliegerei manifestiert, wird auf ihre sozialen Folgen hin untersucht. Der Chor wiederholt mehrfach: „Das Brot wurde dadurch nicht billiger.“ Die Triumphe der Maschinen helfen den kleinen Leuten nicht. „Die Armut hat zugenommen …“ Das Bedürfnis nach Hilfe wird interpretiert als Ausdruck der gewalttätigen, ausbeuterischen Verhältnisse.

„Solange Gewalt herrscht, kann Hilfe verweigert werden
Wenn keine Gewalt mehr herrscht, ist keine Hilfe mehr nötig.
Also sollt ihr nicht Hilfe verlangen, sondern die Gewalt abschaffen.“

Das Stück fordert zur Todesbereitschaft auf, zum „Einverständnis“ mit dem Sterben, mit dem Verlust des Besitzes, und damit, dass alles verändert wird. Gegen „Ausbeutung und Unkenntnis“ sollen die drei Monteure, die mit dem Flieger abgestürzt sind „marschieren“. Der Schlussappell hebt die Forderungen noch einmal hervor:

„Der gelernte Chor:
Ändert die Welt, verändert euch!
Gebt euch auf!
Der Führer des gelernten Chors:
Marschiert!“

Der von der Uraufführung des „Lehrstücks“ verursachte Theaterskandal war einer der Gründe, dass die Verantwortlichen der Stadt Baden-Baden das Festival der Kammermusik nicht länger unterstützten, sodass dieses im nächsten Jahr in Berlin stattfand.
Theo Lingen, Darsteller des Clowns, der zerlegt wird, schildert den Skandal:

„Clown Schmidt war mit sich und allem unzufrieden und hatte dauernd psychische, aber auch physische Schmerzen, und seine beiden Begleiter, ebenfalls Clowns, rieten ihm, nun doch alle die Gliedmaßen, die ihn schmerzten, einfach abzuschneiden. Um das durchzuführen, hatte man mich auf Stelzen gestellt. Ich hatte verlängerte Arme und Hände, auch einen riesengroßen Kopf, und konnte nur durch mein Chemisette, das aus Gaze bestand, etwas sehen. Im Laufe des Stückes wurden mir nun sämtliche Gliedmaßen kunstfertig amputiert. Mit einem Blasebalg, der Blut enthielt, mußte ich auch noch das Blut dazu spritzen: das war dem Publikum nun wirklich zu viel. Und als man mir dann noch den Kopf absägte, da ich über Kopfschmerzen klagte, brach ein Skandal aus, wie ich ihn nie wieder am Theater erlebt habe. Alles, was nicht niet- und nagelfest war, flog auf die Bühne. Fluchtartig verließen meine Mitspieler den Schauplatz 〈…〉“

### Phasenmodelle
In auffälliger Übereinstimmung werteten westliche wie östliche Forschung die Phase der Lehrstücke gegenüber der späteren „Phase der großen Stücke“ und den anarchischen Stücke des jungen Brecht ab. Die Kritik in der DDR warf dem Brecht der „Übergangsphase“ „mechanische“ Vorstellungen vor: Das Individuum werde in den Lehrstücken undialektisch „als bloßer Reflex der äußeren materiellen Bedingungen“ entwertet, die Gemeinschaft nur abstrakt erfasst.
Im Westen entzündete sich die Kritik an den Lehrstücken an der Behandlung des zentralen Themas: dem Verhältnis zwischen Individuum und Gemeinschaft. Dieser Gegensatz wird dort auf verschiedene Weise behandelt, regelmäßig aber läuft die Fabel der Stücke darauf hinaus, dass das Individuum bereit sein muss, sich für die Gemeinschaft zu opfern. Brecht beschreibt die Situation in seinem Lehrstück Die Maßnahme mit den folgenden Worten: „Um nun dem Gericht die Notwendigkeit dieser Maßnahme der Erschießung eines Genossen zu beweisen, zeigen sie [vier kommunistische Agitatoren], wie sich der junge Genosse in den verschiedenen politischen Situationen verhalten hat.“ Diese Formulierung könnte man dahingehend interpretieren, dass Brecht bereit gewesen sei, sein episches Theater in den Dienst des stalinistischen Terrors zu stellen, der die „Liquidierung von Schädlingen“ als „notwendig“ rechtfertigte.
Abgesehen davon, dass dieser Terror um 1930 noch nicht sein volles Ausmaß angenommen hat, lässt sich gegen diese These einwenden, dass Brecht die in den Lehrstücken gezeigte Zuspitzung gerade nicht für unvermeidlich gehalten habe: „Die Logik der Fabeln ist in allen Lehrstücken mit einer dramatischen Zuspitzung verbunden: Da wird ein Knabe getötet und in eine Schlucht geworfen (Der Jasager); ein bereitwilliger, treu ergebener Kuli von seinem Herrn erschossen (Die Ausnahme und die Regel) oder ein junger Revolutionär von seinen Kameraden erschossen und in eine Kalkgrube geworfen (Die Maßnahme). Als künstlich konstruierte sind die Zuspitzungen von vornherein als vermeidbar ausgewiesen. Die tragische Zwangsläufigkeit der klassischen Tragödie ist ihnen genommen. Dieser Aufbau zielt darauf, unter den Spielenden einen Untersuchungsprozeß auszulösen. Von der ‚Krise‘ aus wird rückschauend in den sozialen Mustern und typischen Charakteren nach jenem Fehler gesucht, der Ursache für die fatale Entwicklung war“, meint Reiner Steinweg.

### Rezeption durch die Theaterpädagogik
1972 ermöglichte Reiner Steinweg mit seinem Werk: Das Lehrstück. Brechts Theorie einer politisch-ästhetischen Erziehung., einen neuen Blick auf die Lehrstücke. In zahlreichen Aufsätzen, Lehrstück-Spielwochen und Rundbriefen zeigte er die theaterpädagogischen Möglichkeiten, die in Brechts Theatermodell zu entdecken waren. Steinweg arbeitete heraus, dass der nach Belehrung und politischer Agitation klingende Titel „Lehrstücke“ Brechts Versuchsreihe in ein völlig falsches Licht setze. Er entdeckte die Möglichkeiten, die sich Laien bei der Aufführung eines Lehrstücks boten, die Chance, „körperliche und innere emotionale, rationale, psychische Haltungen“ zu erleben. Brechts Lehrstücke thematisieren Tod und Gewalt, Widerstand und Asozialität. Dabei gibt es zwar Kritik am Krieg, etwa in der Darstellung der Fahnenflucht im Fatzer-Fragment, aber auch legitime Gewalt im Zusammenhang mit Revolution und Krieg, vor allem aber auch – wie etwa im Jasager – die Gelegenheit für die Mitspieler, Erfahrungen mit unmittelbarer persönlicher Gewalt zu machen und zu reflektieren.

„Der Körper der Lehrstück-Spielenden steht dabei trotz literarischem Text und gesprochener Sprache, trotz Raum und Reflexion im Mittelpunkt, er ist das zentrale Material für Haltungen. In unserer Gesellschaft existiert der menschliche Körper allerdings primär - wir erfahren es alle jeden Tag - als Ware, Konsumartikel und Lustobjekt und er ist gezeichnet von Disziplinierung, Instrumentalisierung und Leistungsdruck bzw. von Verschleiß, Selbstzerstörung und Armut. Der Körper befindet sich sozusagen in einem ständigen Ausnahmezustand und der voyeuristische ‚Genuss‘ an Schrecken und Grausamkeit der Körperzerstörung, sei es in der Realität (Unfälle, Gewalttaten, Krieg) oder - in den letzten Jahren besonders intensiv - in den Medien und ihren brutalisierten Darstellungsformen, soll die schleichende Zerstörung des Körpers, wahrnehmbar in unserer nächsten Umgebung oder an uns selbst, verdecken, was auch durchaus gelingt. Die Inszenierung der Körperdestruktion verstellt uns den Blick auf reale Körperlichkeit.“

Steinweg entdeckte in den Lehrstücken Brechts therapeutische Möglichkeiten. Durch die Übernahme einer Rolle, die „Nüchternheit und Strenge bei gleichzeitiger ästhetischer Intensität“ der Stücke und die Reduktion der Figuren auf bestimmte Haltungen könnten sich die Darsteller intensiv in eine Haltung einfühlen, durchaus im Sinne der aristotelischen Katharsis. Durch Rollentausch, epische Unterbrechungen und Übung eröffne sich die Chance auf Reflexion:

„Gleichwohl durchlebt der Spielende im Lehrstück Körperzerstörung und Tod so intensiv, er verübt Gewalt und erleidet Gewalt so konkret, dass der voyeurhafte Blick auf die Gewalt in den Medien verunsichert wird; das Bedrohlich-Fremde ist im Spiel körperlich ganz nah, wir erkennen es sogar in uns selbst.“

Reiner Steinweg entwickelte aus den Lehrstücken theaterpädagogische Perspektiven für ein Anti-Aggressionstraining mit Möglichkeiten, die über moralisierende Gewaltkritik weit hinausgehen.

## Sigle
- GBA = Bertolt Brecht: Werke. Große kommentierte Berliner und Frankfurter Ausgabe, Hrsg. von Werner Hecht, Jan Knopf, Werner Mittenzwei, Klaus-Detlev Müller. 30 Bände und ein Registerband, 1998–2000